# Winchendon, Massachusetts
Winchendon, Massachusetts (енгл. Winchendon) насељено је место без административног статуса у америчкој савезној држави Масачусетс.

## Демографија
По попису из 2010. године број становника је 4.213, што је 33 (-0,8%) становника мање него 2000. године.
| Група             | 2000.         | 2010.         |
| Белци             | 4.003 (94,3%) | 3.725 (88,4%) |
| Афроамериканци    | 44 (1,0%)     | 83 (2,0%)     |
| Азијати           | 36 (0,8%)     | 135 (3,2%)    |
| Хиспаноамериканци | 102 (2,4%)    | 201 (4,8%)    |
| Укупно            | 4.246         | 4.213         |